# Бамбергский собор
Бамбергский кафедральный собор Святого Петра и Святого Георгия (нем. Bamberger Dom St. Peter und St. Georg) — главный храм Бамберга, один из семи имперских соборов Германии.

## История
Строительство собора началось в 1004 году по указанию Генриха Святого и закончилось в 1012 году. Освящение 6 мая 1012 года. В 1081 году собор был повреждён пожаром. В 1111 году Отто Бамбергский освятил заново построенный собор. После ещё одного пожара, в 1215 началось строительство третьего по счету собора. Он был освящен 6 мая 1237 года.
В соборе находятся захоронения известных личностей, в том числе самого Генриха Святого, его жены Кунигунды, папы римского Климента II — единственного папы, похороненного в Германии, и первого короля Германии из династии Штауфенов Конрада III.
Сегодня Бамбергский кафедральный собор представляет собой образец романской архитектуры, длина — 94 м, ширина — 28 м, высота здания 26 м. По углам построены четыре башни по 81 м высоты каждая. В башнях встречаются элементы готики.
Во время Второй мировой войны Бамберг практически не пострадал, восстановление собора не потребовалось. Собор — часть старого города, включённого в 1993 году во Всемирное наследие ЮНЕСКО.

### Бамбергский всадник
Одно из самых известных скульптурных произведений немецкого Средневековья. Создан в 1235 году. Имеется мнение, что всадник представляет собой изображение венгерского короля Иштвана I Святого, при котором в Венгрии было введено христианство. В годы нацизма, являясь культовым объектом, считался воплощением немецкого духа и обобщённым образом национального героя.

## фотогалерея
- Бамбергский кафедральный собор
- Основание Бамбергского собора Генрихом II Святым и Кунигундой Люксембургской. Ксилография из «Нюрнбегской хроники»
- Внутренний вид собора в Бамберге
- «Бамбергский всадник»